# Jerzy Plebański
Jerzy Franciszek Plebański (Varsovia, 7 de mayo de 1928 - Ciudad de México, 24 de agosto de 2005) fue un físico teórico polaco radicado en México, conocido por su extensa investigación sobre la relatividad general y la supergravedad.

## Biografía
En 1954, Plebański recibió su doctorado bajo la dirección de Wojciech Rubinowicz en la Universidad de Varsovia. Luego pasó a trabajar en el recién fundado Instituto de Física Teórica de la Universidad de Varsovia. Especialista en el campo de la relatividad general y la física matemática, su primer libro con el coautor Leopold Infeld fue sobre el problema del movimiento en la relatividad general. Fue vicedecano de la Facultad de Matemáticas y Física de la Universidad de Varsovia de 1958 a 1962.
En 1958, Plebański viajó a los Estados Unidos y pasó dos años allí, primero como profesor invitado en el Instituto de Estudios Avanzados de Princeton y luego en la UCLA de Los Ángeles. Un año después de su regreso a Polonia en 1960, se casó con Anna Lazarowicz.
De 1962 a 1967 los Plebańskis estuvieron en México. En los años de la Guerra Fría, México era un país neutral y su visita fue aprobada por las autoridades polacas. Jerzy fue invitado por Arturo Rosenblueth para incorporarse al departamento de física del Centro de Investigaciones y de Estudios Avanzados del Instituto Politécnico Nacional, normalmente denominado por sus siglas CINVESTAV, en la Ciudad de México.
A su regreso a Polonia, Plebański fue vicerrector de la Universidad de Varsovia de 1969 a 1973.
Los Plebańskis emigraron definitivamente a México en 1973. Jerzy regresó al Centro de Investigación y Estudios Avanzados, donde permaneció hasta su muerte en 2005. Durante su estancia en México acogió a numerosos físicos polacos y mantuvo estrechos contactos con la Universidad de Varsovia.

## Trabajo científico
1. Electrodinámica no lineal y técnicas de cuantificación.
2. Ecuaciones relativistas de movimiento: "aproximación rápida".
3. Conexiones spinor.
4. Tensor de Plebanski.
5. Acción Plebanski. Todas las soluciones de vacío y auto-dual de las ecuaciones de Einstein satisfacen una sola ecuación, llamada la "ecuación celestial".